# Sunburst (Kirsche)
Sunburst ist eine zu den Knorpelkirschen gehörende rote Sorte der Süßkirschen.

## Herkunft
Die Sorte 'Sunburst' entstand in Summerland in Kanada. Dort wurde sie 1983 im „Pacific Agri-Food Research Centre“ durch Kreuzung aus der Sorte 'Van' und der durch  Mutationszüchtung  selbstfruchtbaren Sorte 'Stella' gezüchtet.

## Sorteneigenschaften

### Baum
Der Baum besitzt einen mittelstarken Wuchs mit schräg aufstrebenden Leitästen und hochkugeliger Baumkrone.

### Frucht
Die Steinfrucht ist groß bis sehr groß und breitrund. Die Haut ist dunkelrot mit helleren Verfärbungen in Form von Strichen und Sprenkeln. Das weiche, sehr saftige Fruchtfleisch ist hell und schmeckt harmonisch süßlich mit milder Säure. Die Frucht ist relativ platzfest und reift in der 4.–5. Kirschwoche.

### Sonstige Eigenschaften
Die Sorte 'Sunburst' ist selbstfruchtbar. Dies wurde wie bei allen selbstfruchtbaren Sorten aus Summerland durch  Mutationszüchtung erreicht. Die Erträge sind hoch und regelmäßig und setzen früh ein.